# Arabka, Melitopol
Arabka (în ucraineană Арабка) este un sat în comuna Astrahanka din raionul Melitopol, regiunea Zaporijjea, Ucraina.

## Demografie
Componența lingvistică a localității Arabka
     Ucraineană (69,7%)
     Rusă (30,3%)
Conform recensământului din 2001, majoritatea populației localității Arabka era vorbitoare de ucraineană (69,7%), existând în minoritate și vorbitori de rusă (30,3%).